# Andrews (Teksas)
Andrews – miasto w Stanach Zjednoczonych, w zachodniej części stanu Teksas; siedziba hrabstwa Andrews. W 2023 roku liczyło 13,5 tys. mieszkańców, w tym nieco ponad połowę stanowili Latynosi.